# Prodegeeria thomasi
Prodegeeria thomasi är en tvåvingeart som beskrevs av Hiroshi Shima 1997. Prodegeeria thomasi ingår i släktet Prodegeeria och familjen parasitflugor. Inga underarter finns listade i Catalogue of Life.